# テュリス

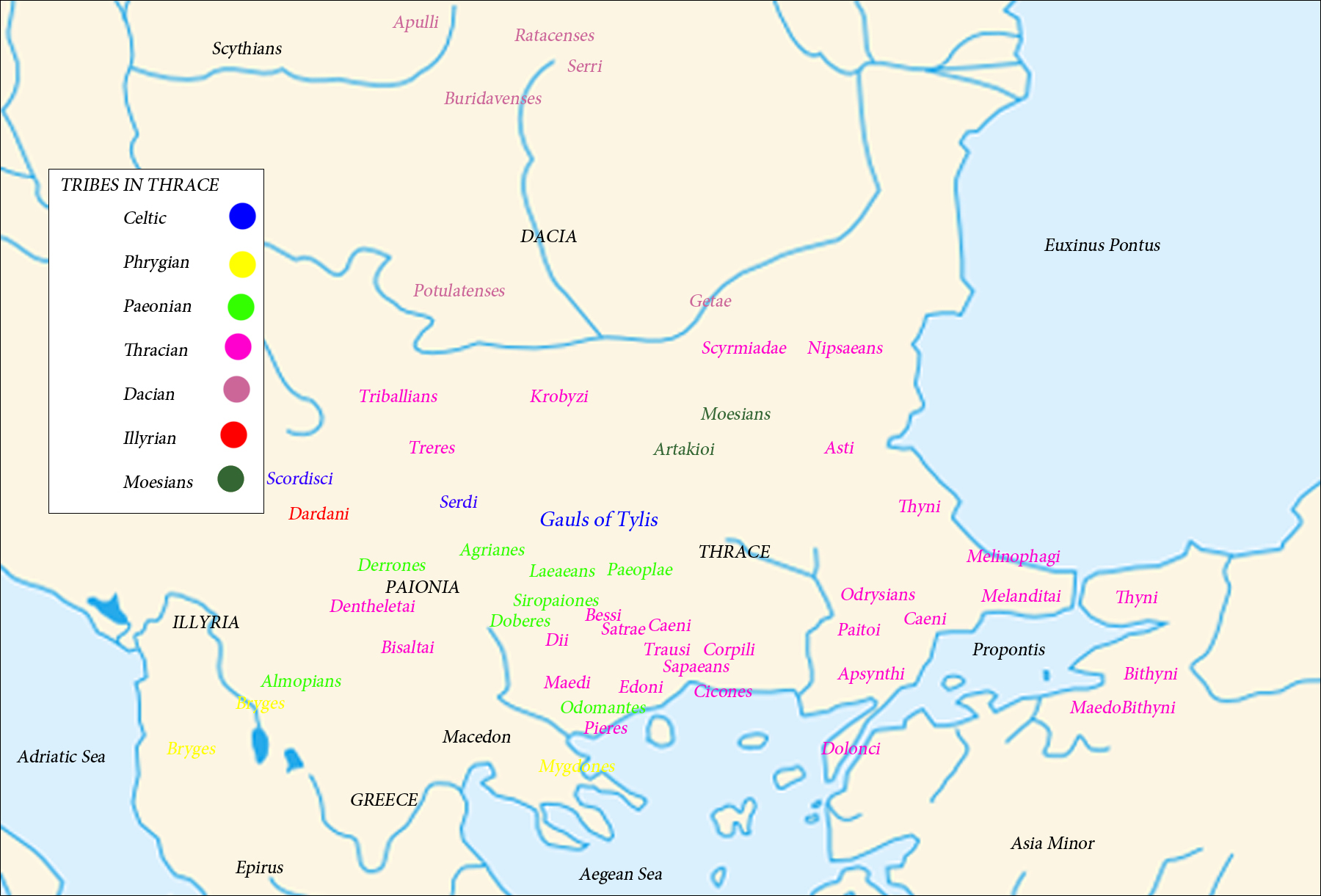
トラキアの諸部族。青字がケルト人。

テュリス (古代ギリシア語: Τύλις) は、紀元前3世紀にケルト人のコモントリウスがバルカン半島に建国した短命の王国の首都。ポリュビオスの『歴史』の中で記録されている。

## 歴史
紀元前279年、ケルト人はトラキアおよびギリシアに侵攻したが、紀元前277年にリュシマキアの戦いでマケドニア王アンティゴノス2世に敗れた。その後彼らはトラキアへ引き返し、テュリスに王国を建設した。その位置は現在のブルガリア東部のハイモス山脈の東の裾であった。なおケルト人の中でもテクトサゲ族やトリストボギ族、トロクミ族と呼ばれる集団は、テュリスにとどまらずアナトリア半島へ渡り、ガラティア人として知られるようになる。テュリスの最後の王カウァルスはビュザンティオン市と良好な関係を築いたが、紀元前212年にオドリュサイ王国のトラキア人に滅ぼされた。テュリスの故地には、現在ブルガリアのスタラ・ザゴラ州トゥロヴォ村がある。
南極サウス・シェトランド諸島のグリニッジ島にあるティレ尾根は、テュリスにちなんで名付けられた。